# Melanocanthon
Genre
Melanocanthon est un genre de coléoptères de la famille des Scarabaeidae, de la sous-famille des Scarabaeinae et de la tribu des Canthonini.

## Liste d'espèces
Selon Catalogue of Life (17 aout 2025) :
- Melanocanthon bispinatus (Robinson, 1941) - espèce type
- Melanocanthon granulifer (Schmidt, 1920)
- Melanocanthon nigricornis (Say, 1823)
- Melanocanthon punctaticollis (Schaeffer, 1915)
- Melanocanthon vulturnus Edmonds, 2023

## Étymologie
Le genre Melanocanthon doit son nom à sa proximité avec le genre Canthon et au grec ancien μέλανος, mélanos, « noir », en raison de la couleur noir brillant de ces espèces.

## Publication originale
- (es) Gonzalo Halffter, « Dos nuevos géneros de Canthonini », Ciencia. Revista Hispano-Americana de Ciencias Puras y Aplicadas, vol. 17, nos 10-12,‎ 1958, p. 207-212 (ISSN 0185-075X, lire en ligne).